# Magda Grąziowska
Magda Grąziowska (ur. 23 stycznia 1985 w Raciborzu) – polska aktorka teatralna, telewizyjna i filmowa.

## Życiorys
Występowała w teatrach krakowskich: Teatrze „Bagatela” (2009–2012 oraz 2014–2016), Narodowym Starym Teatrze (2012–2013) i Teatrze Nowym. W latach 2016–2018 była w zespole Teatru im. S. Żeromskiego w Kielcach. Od roku 2018 ponownie jest aktorką Starego Teatru w Krakowie.

## Filmografia
| Rok             | Tytuł                   | Rola                               |             |
| --------------- | ----------------------- | ---------------------------------- | ----------- |
| 2009–2010       | Majka                   | Lilka, przyjaciółka Majki          |             |
| 2009            | Londyńczycy 2           | Magda                              |             |
| 2010            | Mistyfikacja            | prostytutka „Intelektualistka”     |             |
| 2012–2017, 2020 | Barwy szczęścia         | Marlena Czerwińska                 |             |
| 2013            | Ambassada               | Melania                            |             |
| 2013            | Prawo Agaty             | Julia Bogacz                       | odc. 51, 52 |
| 2015            | O mnie się nie martw    | kochanka profesora                 | odc. 27     |
| 2016            | Przyjaciółki            | recepcjonistka w New Bank          |             |
| 2017            | Wyklęty                 | córka Jana                         |             |
| 2017            | Reakcja łańcuchowa      | sprzedawczyni w salonie            |             |
| 2021–2023       | Sexify                  | Lilith                             |             |
| 2021–2023       | Papiery na szczęście    | fryzjerka Weronika                 |             |
| 2022            | Warszawianka            | Marysia, żona „Sancza”             |             |
| 2023            | Lipowo. Zmowa milczenia | antykwariuszka Aleksandra Szpila   |             |
| 2024            | Komisarz Alex           | Dorota Jańczyk, była żona Mariusza | odc. 261    |

Źródło: Filmpolski.pl.

## Nagrody
- 2016: Nagroda Rektora Uniwersytetu Rzeszowskiego za kreację aktorską Harper Regan w spektaklu „Harper” na Rzeszowskich Spotkaniach Teatralnych – Festiwalu Nowego Teatru!
- 2017: Nagroda miesięcznika „Teatr” za najlepszą kreację aktorską w sezonie 2016/2017 za rolę Harper Regan w spektaklu „Harper” w Teatrze im. Stefana Żeromskiego w Kielcach

Źródło: Filmpolski.pl.